# Paevälja

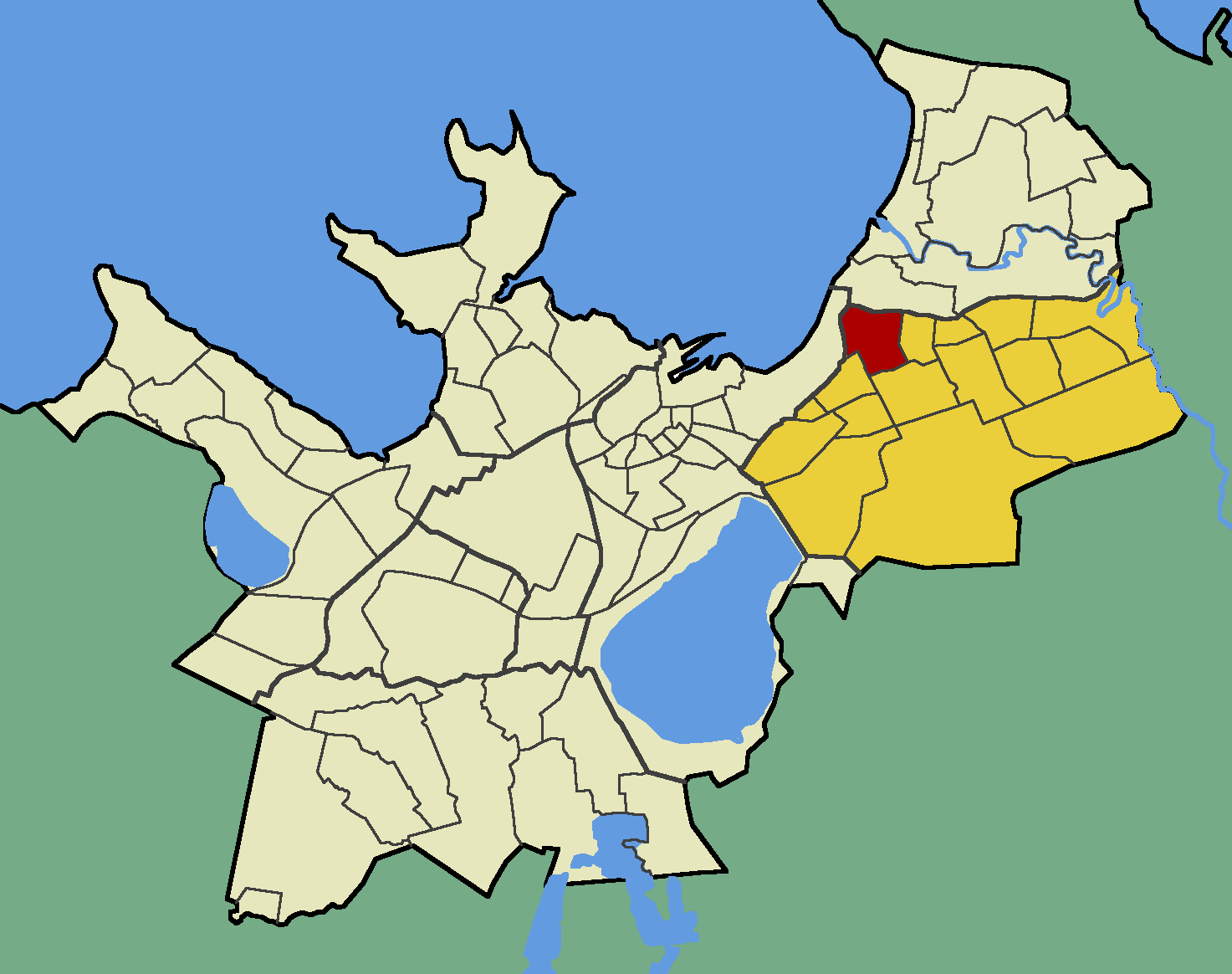
Der Bezirk Paevälja (rot) im Tallinner Stadtteil Lasnamäe (gelb)

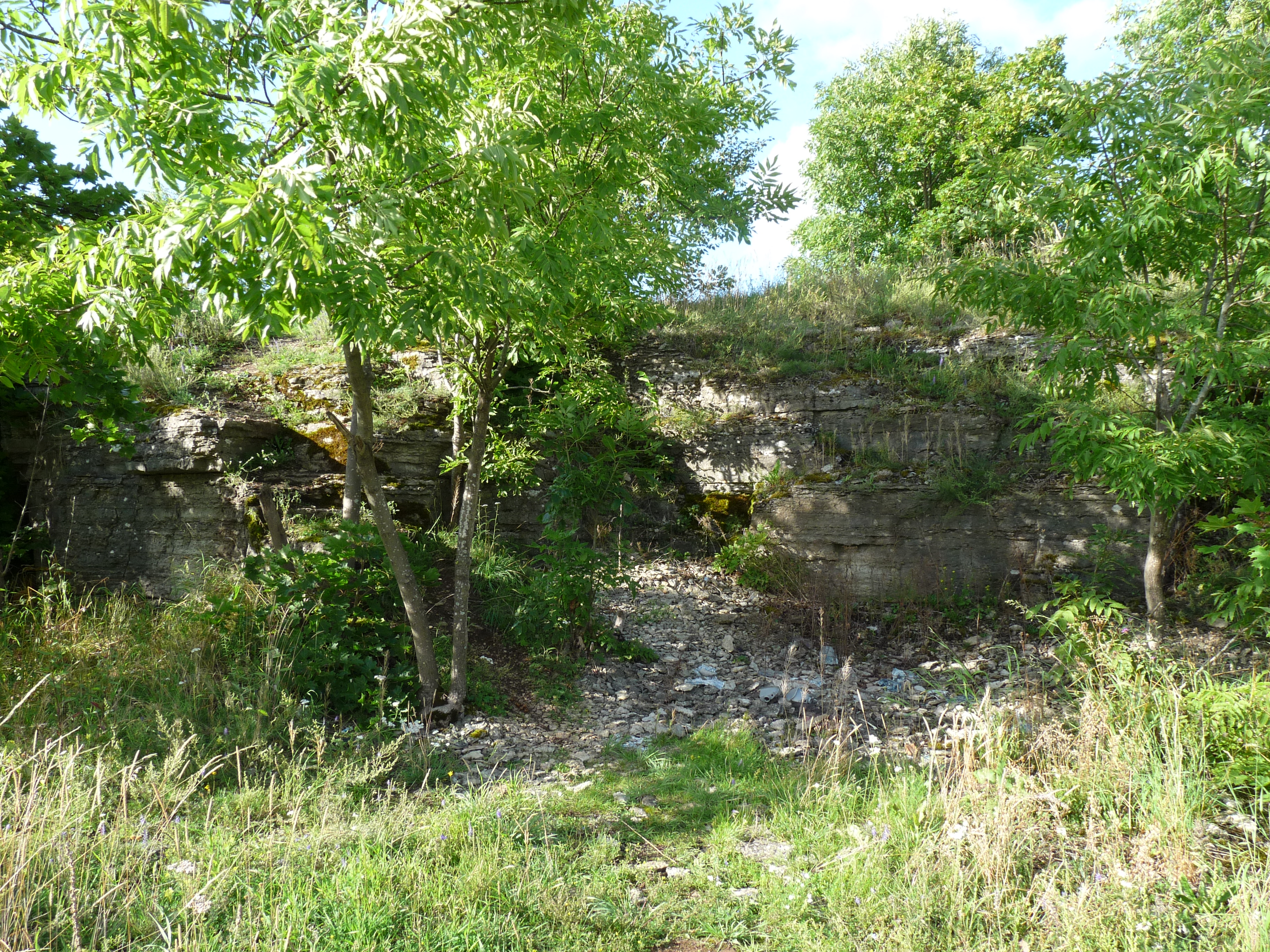
Paevälja

Paevälja (zu Deutsch „Kalksteinfeld“) ist ein Bezirk (estnisch asum) der estnischen Hauptstadt Tallinn. Er liegt im Stadtteil Lasnamäe (deutsch „Laaksberg“).

## Beschreibung
Der dünn besiedelte, grüne Stadtbezirk liegt im Norden der Trabantenstadt Lasnamäe auf einem Kalkstein-Plateau. Paevälja hat lediglich 236 Einwohner (Stand 1. Mai 2010).